# Bílov

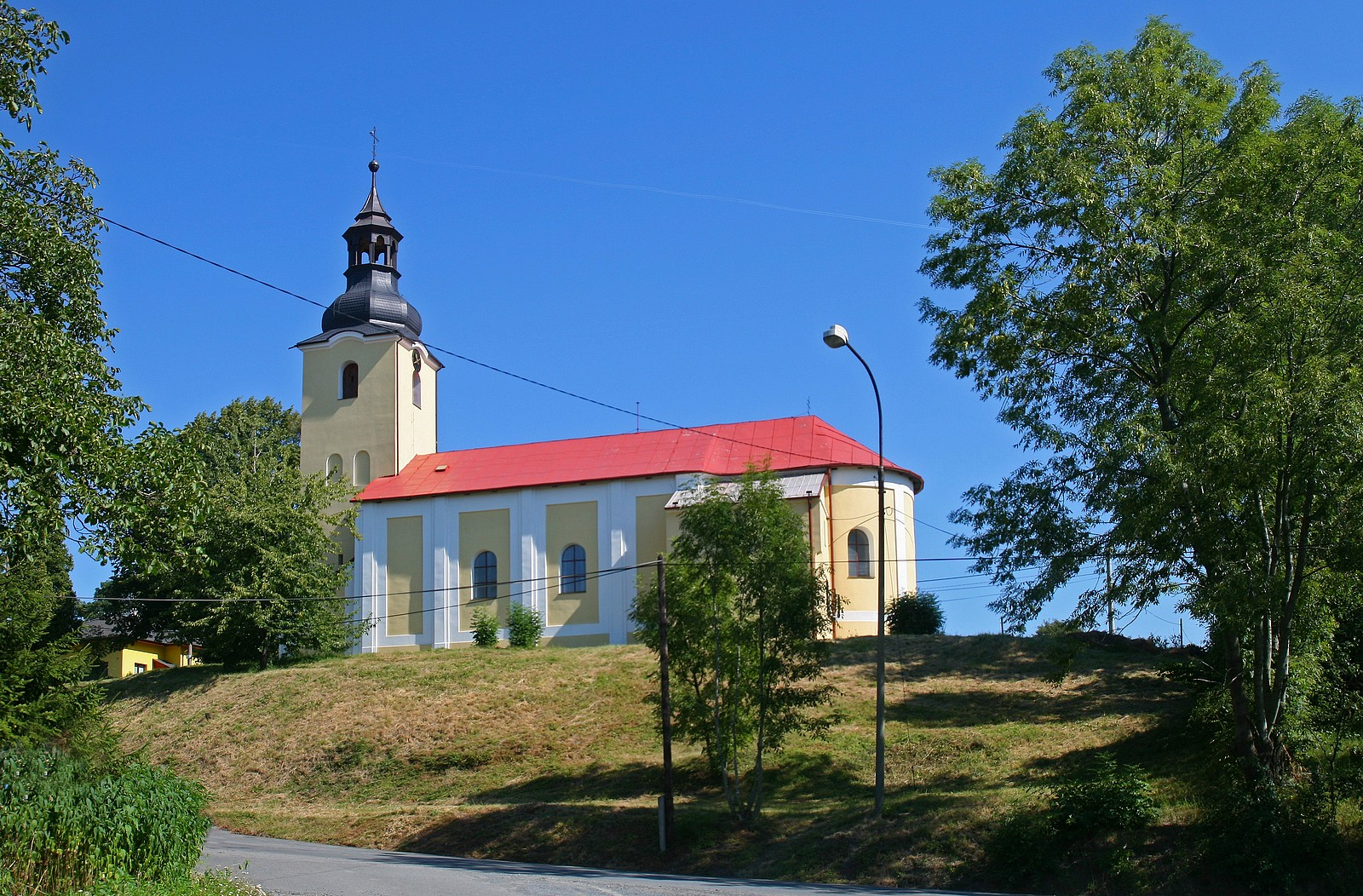
Kirche des hl. Laurentius

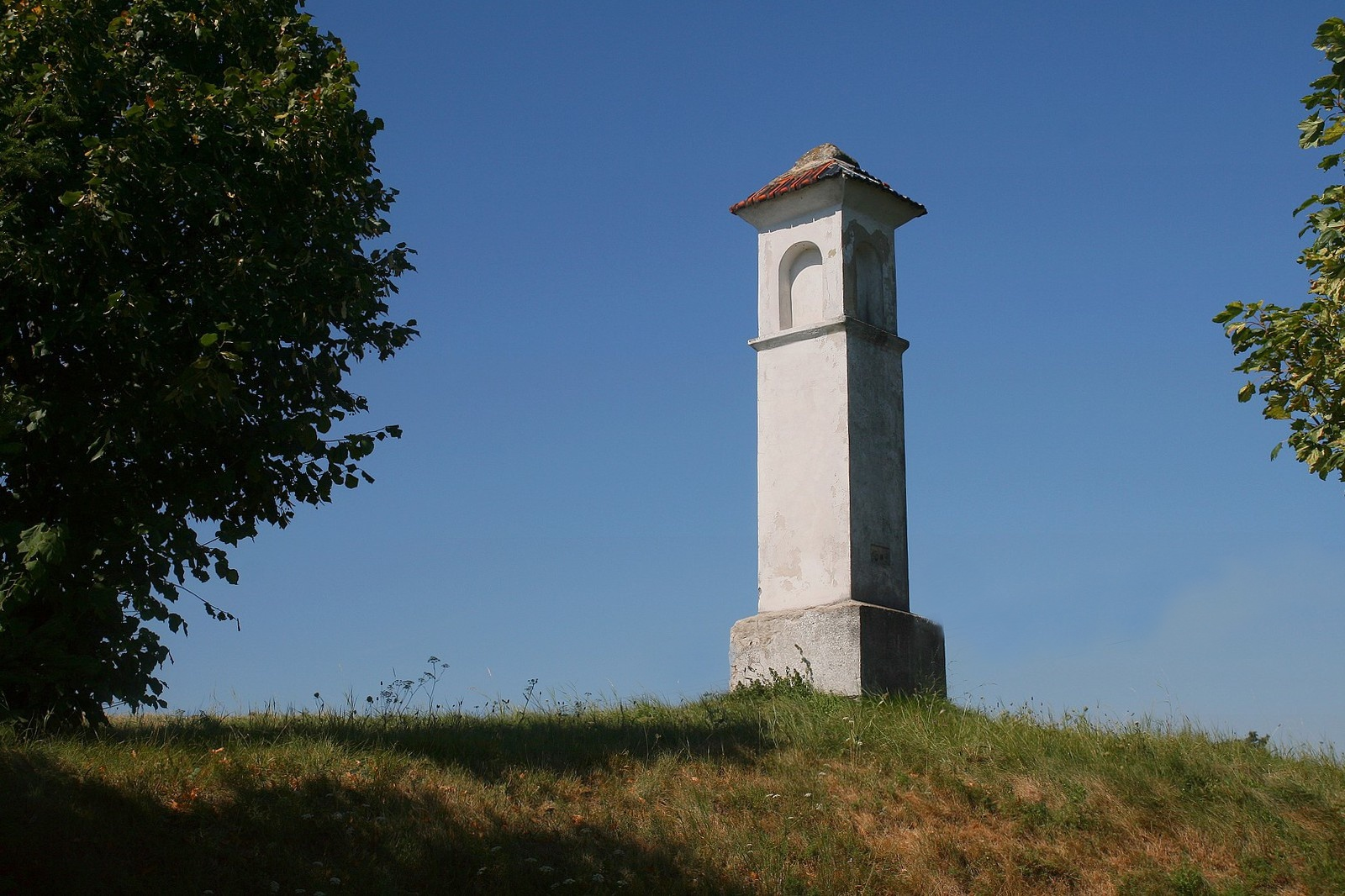
Bildstock

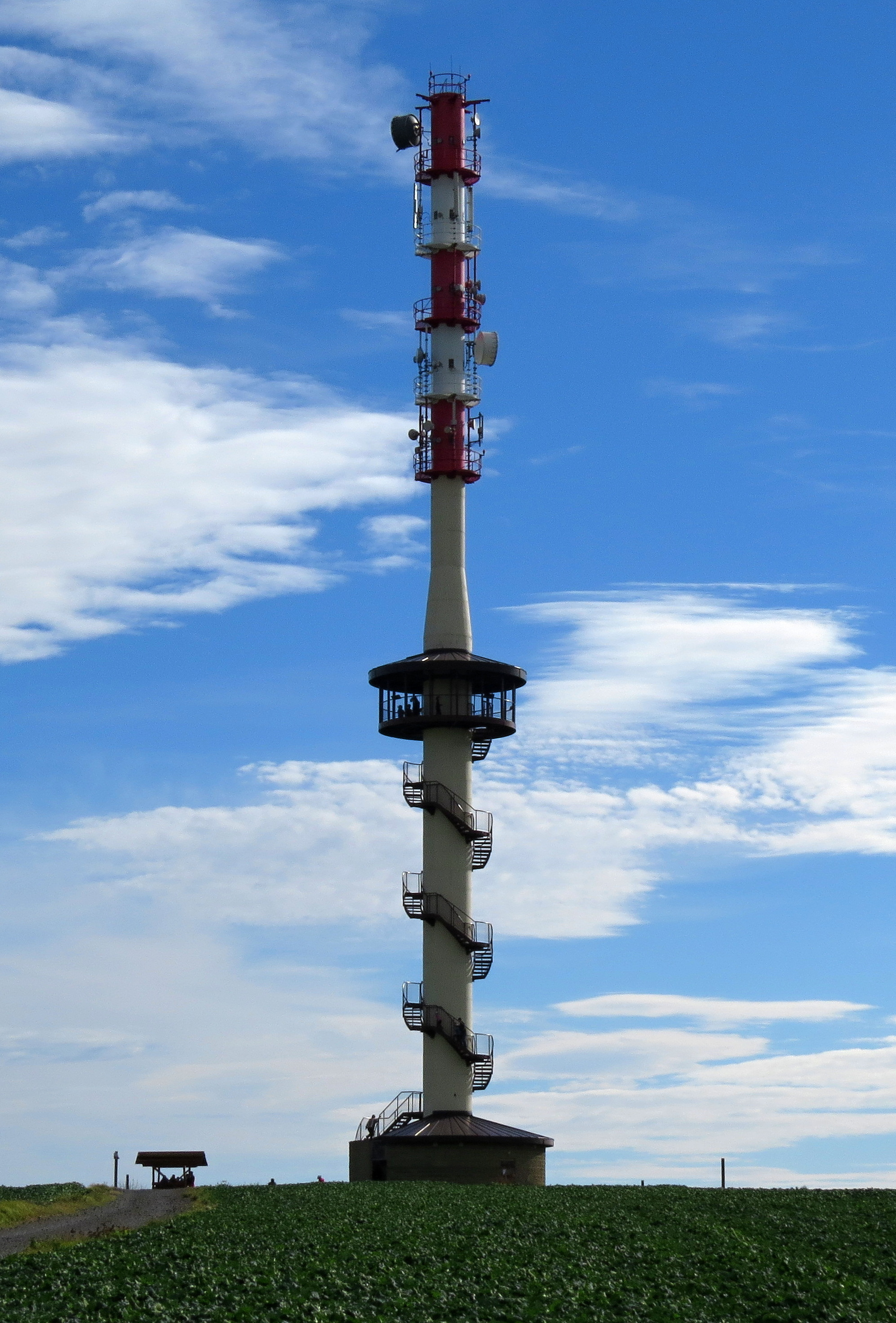
Aussichtsturm Kanihůra

Bílov (deutsch Bielau) ist eine Gemeinde in Tschechien. Sie liegt drei Kilometer südwestlich von Bílovec und gehört zum Okres Nový Jičín.

## Geographie
Bílov befindet sich in den Ausläufern der Vítkovská vrchovina (Wigstadtler Bergland) über der Oderebene. Nördlich des Dorfes entspringt der Bach Jablůňka, östlich der Butovický potok. Im Südosten erhebt sich die Kanihůra (350 m n.m.), westlich der U Větřáku (380 m n.m.). Am nördlichen Ortsrand verläuft die Staatsstraße II/647 zwischen Fulnek und Bílovec, von der dort die II/464 nach Studénka abzweigt. Im Südosten führt die Dálnice 1 an Bílov vorbei. Das Dorf liegt im Naturpark Oderské vrchy.
Nachbarorte sind Hubleska, Stará Ves und Labuť im Norden, Bílovec und Velké Albrechtice im Nordosten, Jistebník und Studénka im Osten, Butovice im Südosten, Dolní Dvůr und Pustějov im Süden, Kujavy im Südwesten, Pohořílky und Jílovec im Westen sowie Lukavec und Bravinné im Nordwesten.

## Geschichte
Archäologische Funde belegen eine jungsteinzeitliche Besiedlung der Gegend. Das heutige Dorf wurde wahrscheinlich zum Ende des 12. Jahrhunderts im Zuge der slawischen Kolonisation gegründet. Abweichend von den im Kuhländchen üblichen Hufenfluren sind die Fluren von Bílov in verstreute Gewanne aufgeteilt.
Im Jahre 1316 überließ König Johann von Luxemburg das Gebiet um Fulnek, Bílovec und Klimkovice an Wok I. von Krawarn. Die erste urkundliche Erwähnung von Below erfolgte am 16. April 1329, als Woks Söhne Jan und Drslav von Krawarn auf Fulnek und Bílovec der Witwe Bořislava des Vogtes Rudlin anstelle von zwei Huben Land in Skrbeň die Erbrichterei in Below erblich überschrieben. 1389 stiftete Beneš von Krawarn dem von ihm gegründeten Fulneker Augustiner-Chorherrenstift die Dörfer Tyrn und Eilowitz, die Salzbänke in Fulnek und weiteres Zubehör. Latzek von Krawarn auf Helfenstein und Johann von Krawarn erweiterten die Stiftung 1391 um die Dörfer Below und Altendorf. Ladislaw von Krawarn überließ dem Augustinerstift 1399 noch das Dorf Petrowitz. Die Herren von Krawarn hielten aber weiterhin die Lehnsherrschaft über die Stiftsdörfer. Die erste hölzerne Kirche wurde um 1400 errichtet. Während der Hussitenkriege sah sich das Stift zur Verpfändung eines Teils seiner Güter gezwungen. Als Besitzer von Below wechselten sich verschiedene Adlige ab; darunter Vaněk Třicátník von Vojetín, bis 1480 dessen Sohn Jan und danach Johann von Zierotin.
Johann von Zierotin, der die Herrschaft Fulnek 1475 vom Troppauer Herzog Viktorin gekauft hatte, ließ sowohl seine Herrschaft als auch die Stiftsgüter anstatt in der Troppauer Landtafel in der mährischen Landtafel in Olmütz einlegen. Nachdem 1480 gleiches auch mit der Herrschaft Odra erfolgen sollte, brach zwischen den Troppauer und den mährischen Ständen ein Grenzstreit aus. Am 28. Oktober 1481 verglich sich Herzog Viktorin mit den Vertretern der mährischen Stände, Bischof Protasius und Landeshauptmann Ctibor von Cimburg darüber, dass die Oder die Grenze zwischen dem Herzogtum Troppau und der Markgrafschaft Mähren bilden sollte und die Herrschaften Fulnek und Odra damit beim Herzogtum Troppau verbleiben sollten. Die vorgesehene endgültige Entscheidung erfolgte jedoch nicht. Zur Beilegung des weiter anhaltenden Streites wurde 1493 eine neue Grenzziehung zwischen Mähren und Schlesien vorgenommen, bei der die Herrschaft Fulnek endgültig der Markgrafschaft Mähren zugeschlagen und die Dörfer Petrowitz, Altstadt, Bielowetz, Below, Eilowitz, Luck und Tyrn bei Schlesien verblieben. Durch seine Lage auf einer Hochfläche litt das Dorf oftmals an Wassermangel und wurde 1570 als Dorre Biel bezeichnet. Die Namensform Bílov ist seit 1517 nachweislich. Im Jahre 1520 erreichte der Probst Cyrill in einer Klage gegen Bernhard von Zierotin vor dem Brünner Landgericht die Rückgabe des Dorfes an das Augustinerstift. Im Urbar von 1590 trugen von den 29 Siedlern 15 tschechische und 13 deutsche Namen. Um 1600 entstand südlich des Dorfes ein Freihof, der nach mehreren Besitzerwechseln 1649 an die Besitzerin des Gutes Stiebnig, Anna Blücher von Wahlstatt, geborene Larisch-Mönnich überging. Nach dem Dreißigjährigen Krieg wurden elf wüste Bauernstellen mit deutschen Siedlern neu besiedelt. Seit 1650 fand in verschiedenen Häusern des Dorfes Schulunterricht statt. Das erste Grundbuch von 1656–1707 wurde anfänglich in tschechischer Sprache und ab 1682 zweisprachig geführt. Das älteste Ortssiegel stammt von 1706; es zeigt eine Weide und einen Pflug. Im Laufe des 18. Jahrhunderts wuchs die Zahl der Siedler mit deutschen Namen an; sie bewohnten vor allem die neu besiedelten Gärtner- und Chalupnerstellen.
Der Probst Casimir Johann Barwig ließ in der Mitte des 18. Jahrhunderts in Petrowitz ein Barockschlösschen errichten, das ihm als Sommersitz und zugleich als Herrschaftssitz der schlesischen Güter der Fulneker Augustiner-Chorherren diente. Im Zuge der Josephinischen Reformen wurde das Stift Fulnek 1784 unter dem 29. Probst Dominik Ambrosoni von Freiberg aufgehoben und seine Güter dem Religionsfonds übertragen. 1789 ließ die Staatsgüterverwaltung Jičín die Kolonie Wipplarsdorf anlegen. 1808 entstand das erste Schulhaus. Im Jahre 1814 wurde in Bielau eine Pfarrei eingerichtet. 1825 verkaufte die k. k. Staatsgüterveräußerungskommission die schlesischen Güter des ehemaligen Stiftes Fulnek als Gut Luk und Petrowitz an den Besitzer der Primogenitur-Pekuniar-Fideikommissherrschaft Fulnek mit Groß Glockersdorf, Klein Glockersdorf und Stettin, Karl Joseph Czeike von Badenfeld.
Im Jahre 1834 bestand das Dorf Bielau aus 100 Häusern, in denen 716 deutschsprachige Personen lebten. Haupterwerbsquelle bildete der Ackerbau. Im Ort gab es eine Kirche, eine Lokalie, eine Schule und zwei Windmühlen. Amtsdorf der Minderherrschaft Petrowitz war Luk. Christian Freiherr von Stockmar, der 1842 die Herrschaften Fulnek und Petrowitz erworben hatte, legte beide Herrschaften zusammen und verlegte die Verwaltung von Luk nach Fulnek.
Nach der Aufhebung der Patrimonialherrschaften bildete Bielau / Bílov ab 1849 mit dem Ortsteil Wipplarsdorf / Labuť eine Gemeinde im Gerichtsbezirk Wagstadt. Gebhard Blücher von Wahlstatt ließ in den 1850er Jahren anstelle des Freihofes Bielau mit dem Blücherhof ein modernes landwirtschaftliches Gut errichten. 1864 zerstörte ein Großfeuer 21 Häuser. Ab 1869 gehörte Bielau zum Bezirk Troppau. Zu dieser Zeit hatte das Dorf 736 Einwohner und bestand aus 107 Häusern. Ab der zweiten Hälfte des 19. Jahrhunderts arbeitete ein Teil der Bewohner in den Industriebetrieben von Witkowitz, Nesselsdorf, Wagstadt und Stauding. Im Jahre 1894 wurde in der Bielauer Schule der zweiklassige Unterricht aufgenommen. 1896 wurde die Gemeinde dem neu gebildeten Bezirk Wagstadt zugeordnet. Das neue Schulhaus wurde 1900 fertiggestellt. Im Jahre 1900 lebten in Bielau 756 Personen; 1910 waren es 768. Nach dem Ersten Weltkrieg erfolgte in der Gemeinde eine rege Bautätigkeit. Beim Zensus von 1921 lebten in den 160 Häusern des Dorfes 865 Menschen, darunter 785 Deutsche und 60 Tschechen. 1926 wurde der Blücherhof im Zuge der Bodenreform an zwei tschechische Besitzer aufgeteilt. Im Jahre 1930 bestand Bielau aus 161 Häusern und hatte 805 Einwohner, inklusive Wipplarsdorf lebten 931 Personen in der Gemeinde. 1939 hatten beide Dörfer zusammen 928 Einwohner. Nach dem Münchner Abkommen wurde die überwiegend deutschsprachige Gemeinde 1938 dem Deutschen Reich zugesprochen und gehörte bis 1945 zum Landkreis Wagstadt. Anfang 1945 geriet Bielau in die Kampfhandlungen der Mährisch-Ostrauer Operation, dabei wurden etliche Gebäude zerstört oder beschädigt.
Nach dem Ende des Zweiten Weltkrieges kam Bílov zur Tschechoslowakei zurück, die deutschsprachige Bevölkerung wurde 1946 zum größten Teil vertrieben. Die Neubesiedlung erfolgte durch Tschechen aus der Gegend von Bílovec, der Walachei und der Slowakei. Im Jahre 1950 hatte das Dorf nur 595 Einwohner. Auf der Kanihůra entstand in den 1950er Jahren ein hölzerner Aussichtsturm. Labuť wurde 1954 nach Bílovec umgemeindet. Bei der Gebietsreform von 1960 wurde der Okres Bílovec aufgehoben und Bílov in den Okres Nový Jičín eingegliedert. Am 1. April 1976 wurde Bílov nach Bílovec eingemeindet. Seit Beginn des Jahres 1993 besteht die Gemeinde Bílov wieder. Seit 1999 führt die Gemeinde ein Wappen und Banner, die feierliche Weihe erfolgte im Jahre 2000 anlässlich der 100-Jahr-Feier der Grundschule. Beim Zensus von 2001 lebten in den 148 Häusern von Bílov 539 Personen. 2006 wurde der neue Funk- und Aussichtsturm auf der Kanihůra übergeben. Der Blücherův dvůr (Blücherhof) ist heute eine Ruine.

## Gemeindegliederung
Für die Gemeinde Bílov sind keine Ortsteile ausgewiesen. Zu Bílov gehören die Einschichten Dolní Dvůr (Blücherhof) und Hubleska.

## Sehenswürdigkeiten
- Kirche des hl. Laurentius, erbaut 1709–1733 anstelle eines hölzernen Vorgängerbaus. Der Kirchturm hat eine Höhe von 36 m. Die älteste Glocke stammt aus dem Jahre 1495.
- Pestsäule am oberen Ortsausgang, geschaffen 1549
- Drei Bildstöcke
- Teich Hubleska
- Aussichtsturm Kanihůra, der 62,3 m hohe Stahlbetonturm wurde zwischen 2005 und 2006 durch das Unternehmen T-mobile errichtet. Die in 26,2 m Höhe befindliche Aussichtsplattform ist über 137 Stufen erreichbar. Die Eröffnung erfolgte am 18. Mai 2006.[7]
- Villa von Mathias Salcher, Gründer der Massag AG, in Hubleska